# カシャン
カシャン (Cachan) は、フランス、イル＝ド＝フランス地域圏、ヴァル＝ド＝マルヌ県のコミューン。

## 地理
カシャンはパリ南部の郊外都市である。ポルト・ドルレアンやポルト・ディタリーより約2km、フランス国道のゼロ地点であるノートルダム大聖堂より約7.4km南に位置する。県の西部、オー＝ド＝セーヌ県と境を接している。
カシャンはビエーヴル川谷に向かって伸びる丘の上にある。丘の上からはパリ南西部の美しい眺めやエッフェル塔が見える。

## 交通
- 道路 - RN20、A-6A、A-6B
- 鉄道 - RER B線アルクイユ-カシャン駅、バニュー駅。

## 歴史
カシャンはルイ1世時代より知られており、かつてハンセン病患者の病院があった。
872年、シャルル2世はサン＝ジェルマン＝デ＝プレ修道院に対し、カシャンが修道院領であることを認めた。
1308年、フィリップ4世はカシャンにマナーハウスを構えていた。フィリップ4世が住んだ邸宅は、1353年にジャン2世が拡張を行った。
カシャンがコミューンとなったのは1923年である。それまでのカシャンは、工業の進んだアルクイユの農村で、ブルジョワが暮らす住宅地というよりもむしろ集落であった。しかし時がたつにつれ2つのコミューンとして自治を主張するようになった。1902年、既に数校の学校が存在したアルクイユに新たな学校の設置が決定されると、アルクイユからの分離を求めるカシャン住民の抗議運動の引き金となった。
アルクイユに労働者が多く住み共産主義が優勢であった一方、カシャンはブルジョワの住むコミューンとなった。
1956年、高等師範学校カシャン校 (fr) が設置された。

## 史跡
- サント＝ジェルメーヌ教会 - 1927年当時、カシャンは県で唯一カトリックの教会も礼拝堂もないコミューンであった[1]。初のカトリック教会として1935年に完成した。
- ガロ＝ローマ時代の水道橋
- メディシス水道橋 - 1613年にマリー・ド・メディシスの命令で建設された。リュクサンブール宮殿と公園に水を供給していた。
- ヴァンヌ水道橋 - 19世紀にウジェーヌ・ベルグランによって設計された。

## 姉妹都市
- ヴォルフェンビュッテル、ドイツ
- ディアコン、マリ共和国